# Eshetu Wendimu
Eshetu Wendimu (3 oktober 1986) is een Ethiopische atleet, die gespecialiseerd is in de lange afstand. Hij werd Ethiopisch kampioen op de 10.000 m.

## Loopbaan
Wendimu werd op 1 april 2004 vierde op de halve marathon van Berlijn in 1:00.08 en in datzelfde jaar werd hij op de halve marathon van Rotterdam zevende in 1:01.06.
In 2007 won Wendimu in Nederland de 35e halve marathon van Egmond in 1:04.14 en liep hij op 11 maart 2007 de 34e editie van de 20 van Alphen in een nieuw parcoursrecord van 56.52.
Op 20 september 2009 werd Eshetu Wendimu zevende op de marathon van Berlijn in een tijd van 2:12.28.

## Titels
- Ethiopisch kampioen 10.000 m - 2008

## Persoonlijke records
| Onderdeel      | Prestatie | Datum            | Plaats              |
| -------------- | --------- | ---------------- | ------------------- |
| 10.000 m       | 27.11,93  | 26 mei 2007      | Hengelo             |
| 10 km          | 27.27     | 1 april 2007     | Berlijn             |
| 15 km          | 42.36     | 18 november 2007 | Nijmegen            |
| 20 km          | 56.52     | 11 maart 2007    | Alphen aan den Rijn |
| halve marathon | 59.52     | 14 maart 2010    | Den Haag            |
| 25 km          | 1:13.41   | 15 april 2012    | Parijs              |
| 30 km          | 1:28.22   | 15 april 2012    | Parijs              |
| marathon       | 2:06.46   | 22 januari 2010  | Dubai               |

## Palmares

### 10.000 m
- 2008:  Ethiopische kamp. - 28.53,86
- 2008:  Afrikaanse kamp. - 28.56,36

### 10 km
- 2006:  Great Ethiopian Run - 28.35
- 2007:  Memorial Peppe Greco in Scicli - 29.07
- 2008:  Great Wales Run - 27.45
- 2009:  Zwitserloot Dakrun in Groesbeek - 27.58,9

### 15 km
- 2007:  Zevenheuvelenloop - 42.35

### 20 km
- 2007:  20 van Alphen - 56.51

### halve marathon
- 2004: 4e halve marathon van Berlijn - 1:00.08
- 2004: 7e halve marathon van Rotterdam - 1:01.06
- 2007:  halve marathon van Egmond - 1:04.14
- 2008: 13e WK - 1:04.11
- 2009:  halve marathon van New Delhi - 1:00.02
- 2010:  halve marathon van Berlijn - 1:00.16
- 2010:  City-Pier-City Loop - 59.53

### marathon
- 2009:  marathon van Dubai - 2:08.41
- 2009: 7e marathon van Berlijn - 2:12.28
- 2010:  marathon van Dubai - 2:06.46
- 2010: 14e marathon van Berlijn - 2:15.36
- 2011:  marathon van Dubai - 2:08.54
- 2011:  marathon van Parijs - 2:07.32
- 2011: 12e WK - 2:13.37
- 2012: 11e marathon van Dubai - 2:07.28
- 2012: 6e marathon van Parijs - 2:07.54
- 2014: 5e marathon van Chuncheon - 2:14.29
- 2015: 7e marathon van New Taipei City - 2:23.40